# Christoph Albrecht (Musikwissenschaftler)
Christoph Albrecht (* 9. Dezember 1944 in Bad Elster) ist ein deutscher Theater- und Musikwissenschaftler.

## Leben
Christoph Albrecht war von 1972 bis 1977 Dramaturg und Chefdisponent an der Hamburger Staatsoper und anschließend von 1978 bis 1981 Künstlerischer Direktor der Oper Köln. Für die Spielzeiten 1981/82 bis 1990/91 war er Betriebsdirektor des Hamburg Ballett. Damit war er John Neumeier, dem Chefchoreografen und Intendanten des Hamburg Ballett, 15 Jahre eng verbunden (die vorhergehende Zeit an der Hamburger Staatsoper eingerechnet). Von 1991 bis 2003 war er Intendant der Semperoper in Dresden.
Christoph Albrecht war von 2003 bis 2006 Präsident der Bayerischen Theaterakademie August Everding. Ab der Spielzeit 2006/07 war er als Intendant der Bayerischen Staatsoper designiert, doch wurde sein Vertrag noch vor Amtsantritt aufgehoben.

## Schriften
- (Hrsg.): Zehn Jahre John Neumeier und das Hamburger Ballett 1973–1983. Mit einem Vorwort von August Everding. Christians, Hamburg 1983, ISBN 3-7672-0809-1.
- (Hrsg.): Marco Arturo Marelli – Ich höre den Raum. Arbeiten für die Oper des Regisseurs und Bühnenbildners. Henschel Verlag, Leipzig 2010, ISBN 978-3-89487-666-1.